# Marinens Flyvebaatfabrikk M.F.9
Marinens Flyvebaatfabrikk M.F.9 Høverjager ("máy bay tiêm kích Høver"), còn gọi là Høver M.F.9, là một loại thủy phi cơ tiêm kích chế tạo ở Na Uy trong thập niên 1920.

## Tính năng kỹ chiến thuật
Dữ liệu lấy từ Hafsten 2003, 226
Đặc điểm tổng quát
- Kíp lái: 1
- Chiều dài: 7,77 m (25 ft 6 in)
- Sải cánh: 10.45 m (34 ft 3 in)
- Chiều cao: 3,12 m (10 ft 3 in)
- Diện tích cánh: 28.0 m2 (301 ft2)
- Trọng lượng rỗng: 970 kg (2.134 lb)
- Trọng lượng có tải: 1.380 kg (3.036 lb)
- Powerplant: 1 × 300 hp Hispano-Suiza, 224 kW (300 hp)

Hiệu suất bay
- Vận tốc cực đại: 200 km/h (125 mph)
- Vận tốc hành trình: 150 km/h (95 mph)
- Tầm bay: 550 km (345 dặm)
- Vận tốc lên cao: 5,55 m/s (1092 ft/phút)

Vũ khí trang bị
- 1 × Súng máy Vickers hoặc súng máy Colt